# 陈小旺
陈小旺（1945年10月20日—），澳大利亚籍华裔太极拳师，生于中国河南温县陈家沟，是陳氏太極拳第19代传人。其祖父是太极拳师陈发科。

## 生平
陈小旺七岁开始师从其父亲陈照旭学习陈式太极拳，后来又师从其叔父陳照丕和陳照奎，被公认为是陈式太极拳“四大金刚”之一。陈小旺是河南省陈式太极拳协会主席，河南省武术协会主席，陈、杨、吴、孙四氏太极拳标准化竞赛套路的技术顾问和正式评审员。